# Andrzej Barzyk
Andrzej Barzyk (ur. 27 marca 1937 w Cięcinie, zm. 27 sierpnia 2022) – polski działacz i funkcjonariusz partyjny.

## Życiorys
Syn Aleksandra i Anieli. Pierwszą pracę podjął w charakterze urzędnika w Zakładach Wełnianych w Bielsku-Białej (1956–1957). Studiował w Akademii Wychowania Fizycznego w Warszawie (1957–1961). Był instruktorem w Sanatorium Przeciwgruźliczym w Bystrej Śląskiej (1961), instruktorem Powiatowego Komitetu Kultury Fizycznej i Turystyki w Bielsku-Białej (1962), nauczycielem w Liceum Ogólnokształcącym w Nowym Mieście (1962–1964), z-cą inspektora ds. kultury w Wydziale Oświaty Prezydium Powiatowej Rady Narodowej w Nowym Mieście (1964–1966).
W 1966 przeszedł do aparatu partyjnego – był sekretarzem propagandy KP PZPR w Nowym Mieście (1966–1968), słuchaczem w Centralnej Szkole Partyjnej przy KC PZPR (1968–1969), sekretarzem organizacyjnym KP w Nowym Mieście (1970–1972), I sekr. KP w Nowym Mieście (1972–1973), dyrektorem Biura w Prezydium Wojewódzkiej Rady Narodowej w Olsztynie (1974–1975), sekr. ds. organizacyjnych Komitetu Wojewódzkiego w Bielsku-Białej (1975–1980); został też wiceprzewodniczącym Wojewódzkiej Rady Narodowej w Bielsku-Białej. Następnie pełnił funkcje w KC – był z-cą (1980) i kier. Wydziału Organizacyjnego (1980–1981) oraz kier. Kancelarii Sekretariatu KC (1981–1982).
Członek PZPR od 22 czerwca 1963.